# Аліна Думітру
Аліна Думітру  (рум. Alina Dumitru, 30 серпня 1982) — румунська дзюдоїстка, олімпійська чемпіонка.

## Виступи на Олімпіадах
| Олімпіада   | Дисципліна         | Місце |
| ----------- | ------------------ | ----- |
| Афіни 2004  | надлегка категорія | 5T    |
| Пекін 2008  | надлегка категорія | 1     |
| Лондон 2012 | надлегка категорія | 2     |